# Bataille de Budapest
Seconde Guerre mondiale
Batailles
Front de l’Est

Prémices :
- Campagne de Pologne
- Guerre d’Hiver

Guerre germano-soviétique :
- 1941 : L'invasion de l'URSS

- Opération Barbarossa

Front nord : 
- Guerre de Continuation
- Opération Silberfuchs
- Siège de Léningrad

Front central : 
- 2e bataille de Brest-Litovsk
- Bataille de Białystok–Minsk
- 1re bataille de Smolensk
- Bataille de Kiev

Front sud : 
- Siège d'Odessa
- Campagne de Crimée

- 1941-1942 : La contre-offensive soviétique

Front nord : 
- Poche de Demiansk
- Poche de Kholm

Front central : 
- Bataille de Moscou

Front sud : 
- Seconde bataille de Kharkov

- 1942-1943 : De Fall Blau à 3e Kharkov

Front nord : 
- Offensive de Siniavino
- Opération Iskra
- Bataille de Krasny Bor
- Opération Poliarnaïa Zvezda

Front central : 
- Opération Mars

Front sud : 
- Bataille du Caucase (opération Fall Blau)
- Bataille de Stalingrad
- Opération Uranus
- Opération Saturne
- Offensive d'Ostrogojsk-Rossoch
- Offensive de Voronej-Kastornoe
- Opération Gallop
- Opération Étoile
- Troisième bataille de Kharkov

- 1943-1944 : Libération de l'Ukraine et de la Biélorussie

Front central : 
- 2e bataille de Smolensk
- Opération Bagration

Front sud : 
- Bataille de Koursk
- Bataille du Dniepr
- Offensive Dniepr-Carpates
- Offensive de Crimée
- Offensive de Lvov-Sandomir

- 1944-1945 : Campagnes d'Europe centrale et d'Allemagne

Allemagne : 
- Offensive Vistule-Oder
- Offensive de Poméranie orientale
- Siège de Breslau
- Offensive de Prusse-Orientale
- Bataille de Königsberg
- Bataille de Seelow
- Bataille de Bautzen
- Bataille de Berlin
- Capitulation allemande

Front nord et Finlande : 
- Guerre de Laponie
- Offensive Leningrad-Novgorod
- Bataille de Narva

Europe orientale : 
- Opération Margarethe
- Insurrection de Varsovie
- Soulèvement national slovaque
- Opération Panzerfaust
- Bataille de Budapest
- Opération Frühlingserwachen
- Offensive de Vienne
- Insurrection de Prague
- Offensive de Prague
- Bataille de Slivice

Front d’Europe de l’Ouest

Campagnes d'Afrique, du Moyen-Orient et de Méditerranée

Bataille de l’Atlantique

Guerre du Pacifique

Guerre sino-japonaise

Théâtre américain
La bataille de Budapest (en hongrois : Budapest ostroma) est un siège qui se déroula du 29 décembre 1944 au 13 février 1945, au terme duquel les forces soviétiques et roumaines prirent la ville de Budapest aux soldats de la Wehrmacht, aux SS allemands et aux forces hongroises, lors de la Seconde Guerre mondiale. Ce fut l'un des sièges les plus sanglants de la guerre, comparable, du point de vue du nombre de morts, aux sièges de Berlin et de Stalingrad. Il s'accompagne du massacre d'une grande partie de la communauté juive par les Croix fléchées, alliés hongrois des Nazis.

## Situation générale
À la fin de 1944, la Hongrie demeure l'un des seuls alliés du Troisième Reich. Des efforts désespérés sont donc entrepris pour conserver dans l'alliance allemande ce pays dont les richesses sont nécessaires au Reich et à son effort de guerre, d'autant plus que la dernière raffinerie de pétrole de l'Axe encore intacte se trouve dans le sud-ouest du pays.
Le 16 octobre 1944, l'Allemagne force le régent Miklós Horthy à abdiquer, et à appeler Ferenc Szálasi, chef du Parti des Croix fléchées (Nyilaskereszt), pour le remplacer.

## Ordre de bataille

### Ordre de bataille soviétique
- Deuxième front ukrainien (maréchal Rodion Malinovski) : 53 divisions d'infanterie, 2 corps blindés, 2 corps mécanisés, 2 corps de cavalerie.
- Troisième front ukrainien (maréchal Fiodor Tolboukhine, commandant aussi les troupes roumaines du général Teodor Tulaş[N 1]) : 31 divisions d'infanterie, 1 corps blindé, 2 corps mécanisés, 1 corps de cavalerie, 1 brigade d'infanterie.
- Armées

Les armées soviétiques qui participèrent à cette bataille sont:
- La 6e armée de chars de la Garde, sous le commandement de Kravchenko. Elle se trouve au Nord du Danube et mènera une offensive en direction de Komarno entre le 1er et le 12 janvier, ce qui provoquera un repli de la 96e division d'infanterie allemande au sud du Danube. Mais l'attaque n'aboutira pas et les forces soviétiques seront contraintes de retraiter d'une quizaine de kilomètres vers l'Est en raison de contres-attaques allemandes, menées notamment par la 20e Panzerdivision.
- La 46e armée soviétique, sous le commandement de Chlemine. Elle combat dans le secteur allant de Bicske jusqu'au Sud du Danube. Elle contrera l'offensive du 4e SS-Panzerkorps de Gille autour de Bicske et contraindera les SS au repli de la ville de Pilisszentkereszt durant l'opération Konrad I. Elle tiendra également le côté Ouest de Budapest durant le siège de Budapest.
- La 4e armée de la Garde commandée par Zakharov qui combattra les allemands dans le secteur allant de Bicske a Zamoly ainsi qu'autour du lac Velence durant l'opération Konrad III (offensive du 18 janvier). Malgré de lourdes pertes et menacée sur ses flancs, la 4e armée tiendra la dragée haute aux forces du 4e SS-Panzerkorps et de la 6e armée de Balck.
- La 57e armée soviétique commandée par Charokine qui combattra les forces allemandes notamment la 3e Panzerdivision autour d'Enying.
- La 26e armée soviétique avec a sa tête Hagen et qui combat les forces allemandes durant l'opération  Konrad III autour de Seregelyes qui tombe le 20 janvier aux mains des SS avant d'être repoussée au Sud de Dunapentele.
- La 27e armée soviétique commandée par Trofimenko qui "gardera" la rive Est du Danube face aux Allemands durant l'opération Konrad III.
- Le Groupe d'assaut Budapest sous le commandement d'Afonine qui sera le principal acteur de la conquête de Budapest et de sa reddition le 13 février 1945.

### Ordre de bataille germano-hongrois
La majeure partie de l'armée royale hongroise s'étant ralliée au régime qui se met en place à partir du 16 octobre 1944, les troupes qui défendent la ville et ses abords sont composées d'unités mixtes allemandes et hongroises.

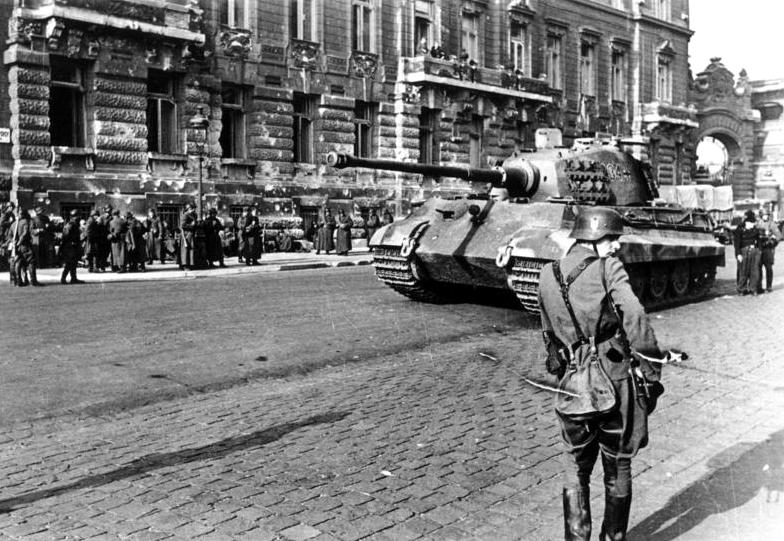
Un char allemand à Budapest en octobre 1944.

Elles comptent, sous le commandement de Karl Pfeffer-Wildenbruch, 42 divisions d'infanterie, 4 de cavalerie, 2 brigades mixtes cavalerie et engins motorisées, 9 divisions blindées et 4 divisions motorisées. Ces unités sont renforcées en décembre 1944 par le IVe Panzerkorps SS, prélevé sur le front de la Vistule, puis, le 31 décembre, par quatre divisions, prélevées sur le front de l'Ouest. Ces multiples prélèvements sur le front de la Vistule ont des conséquences préjudiciables pour les autres fronts : les Soviétiques sont ainsi informés du renforcement du front de Budapest par des éléments transférés depuis la Vistule dès le lendemain du début du transfert.
À ces unités terrestres s'ajoutent les forces aériennes du royaume de Hongrie, recomposées entre l'automne et l'hiver 1944, puis renforcées au fil des mois. Ainsi, le royaume aligne 32 escadrilles de chasse dans la défense de sa capitale.

## Budapest, enjeu politique

### Objectif soviétique
Budapest constitue une cible majeure pour les Soviétiques. Dès la fin du mois d'octobre, une consigne de la Stavka ordonne la prise de la ville.
En effet, la conférence de Yalta approche et Staline souhaite montrer sa puissance à Winston Churchill et Franklin D. Roosevelt. Il envoie donc des directives au général Rodion Malinovski, lui ordonnant de prendre la ville le plus vite possible.
Le 29 décembre 1944, Rodion Malinovski envoie deux émissaires pour négocier la capitulation de la ville. Ces émissaires ne reviendront jamais. Plusieurs hypothèses sont envisagées. Certains historiens anglais et hongrois pensent que les émissaires ont été exécutés. D'autres pensent qu'ils ont été accidentellement tués sur le chemin du retour. En tout cas, les commandants soviétiques considèrent cet acte comme un refus et commencent le siège de la ville.

### Budapest et les Allemands
Pour le Reich, le contrôle de la Hongrie, appuyé sur un régime totalement soumis, constitue un élément stratégique pour la conduite de la guerre.
La plaine hongroise est en effet productrice d'hydrocarbures et constitue, à l'automne 1944, la dernière source d'approvisionnement accessible pour le Reich. En effet, depuis la perte des gisements roumains du Ploesti, en août 1944, le royaume de Hongrie fournit la majeure partie des hydrocarbures nécessaires à l'effort de guerre du Reich.
De plus, Budapest et la Hongrie occidentale constituent le dernier rempart avant la conquête de l'Autriche, que Hitler et Jodl privilégient, au détriment de la Prusse et de l'Allemagne orientale, chères à Guderian.

## Opérations autour de la ville
Le 29 octobre 1944, l'Armée rouge et les forces roumaines commencent leur offensive sur Budapest. Les troupes germano-hongroises multiplient les contre-offensives afin de tenter d'éloigner l'Armée rouge de la capitale hongroise. Plus de 1 000 000 d'hommes se divisent en deux corps se ruant en direction de la ville, dans le but de la couper du reste des troupes germano-hongroises, concentrées dans l'Ouest du pays. Le caractère massif de ces opérations menées par les Soviétiques et les Roumains en Hongrie induit les services de renseignement allemands en erreur : en octobre, puis en novembre 1944, Gehlen propose une analyse faisant de la poussée soviétique dans la plaine hongroise l'une des tenailles destinées à écraser le Reich dans les délais les plus rapides.
Le 7 novembre 1944, les troupes alliées entrent dans Budapest par les faubourgs est, à 20 km de la Vieille Ville, puis se mettent en défense. Très peu d'habitants décident de quitter la ville.
Le 19 décembre, après une pause, les Alliés reprennent leur offensive. Le 26 décembre, la route reliant Vienne à Budapest est coupée par l'Armée rouge, encerclant ainsi la ville.

### Le sort des Juifs dans Budapest menacée puis encerclée

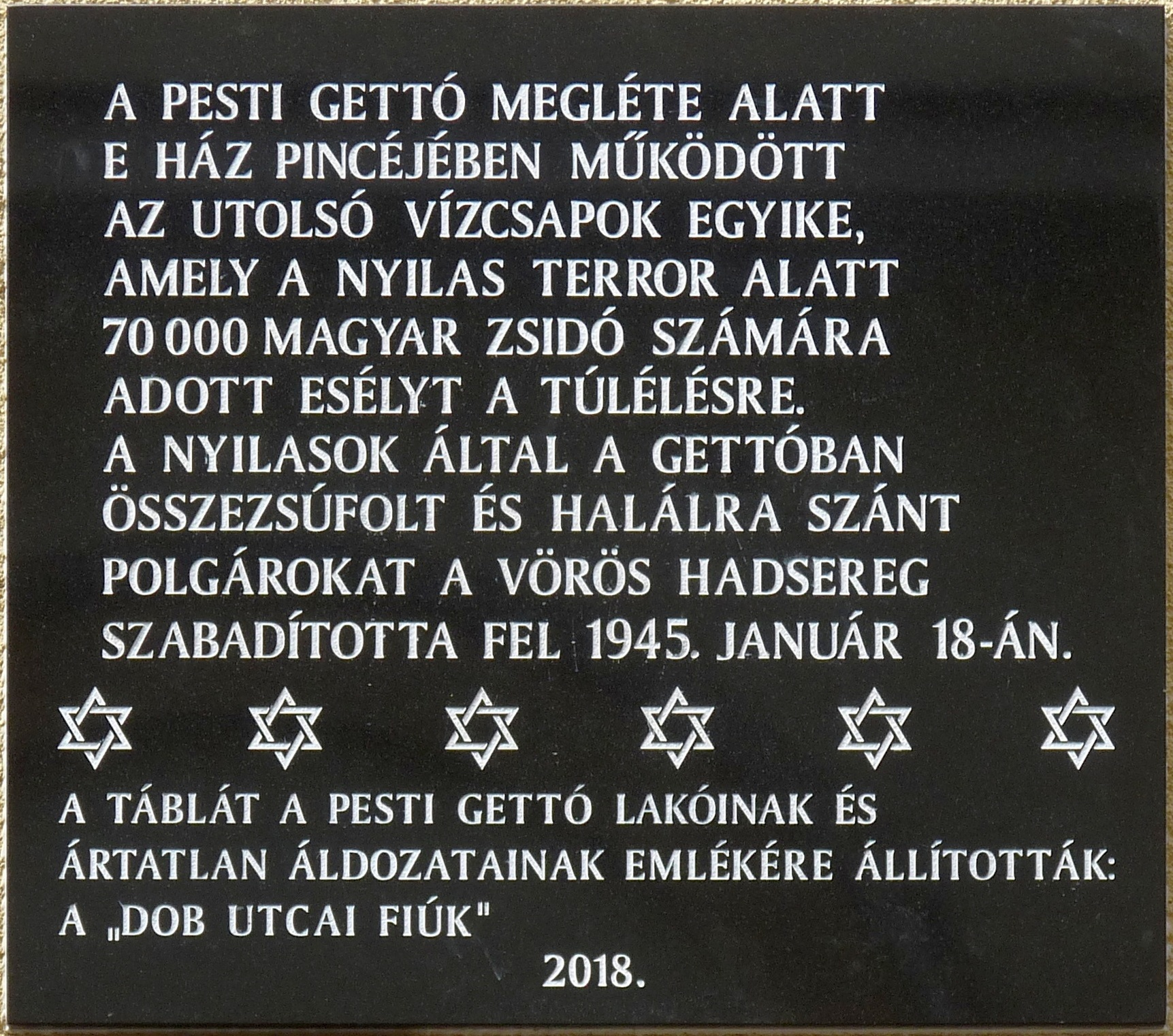
Plaque commémorative du ghetto de Budapest voué à la famine et à l'extermination par l'occupant nazi et les Croix Fléchées, libéré par l'Armée rouge le 18 janvier 1945. Plaque apposée pour la commémoration de la Shoah le 16 avril 2018.

Les Juifs ayant survécu aux déportations du printemps et de l'été précédent vivent regroupés dans deux ghettos, l'un peuplé de 32 000 Juifs hongrois, l'autre, le ghetto international, peuplé de 150 000 Juifs officiellement ressortissants d’États neutres, placé sous la protection précaire de diplomates suisses, suédois, portugais et espagnols.
Cinquante mille Juifs sont alors évacués vers Vienne au cours de marches forcées, encadrées par des gendarmes hongrois, puis, dans le Reich, des SS allemands, dans le but d'ériger des fortifications dans Vienne, elle aussi menacée par l'Armée rouge. Organisés en bataillons de travail, 35 000 Juifs et plusieurs milliers de Roms restant à Budapest sont alors affectés à la construction de lignes de défense ; ces Juifs et Roms deviennent alors la cible privilégiée des Croix fléchées, qui les assassinent en grand nombre lors de leur retraite vers la ville, malgré des velléités de protection de la part du gouvernement militaire de la cité assiégée. Rendus furieux par les défaites essuyées par les armées allemandes et hongroises, les escadrons du parti des Croix fléchées assassinent par fusillade, sur les berges du Danube, ou par noyade les Juifs de la ville assiégée, ainsi que les Roms, les opposants au régime fasciste et les soldats qui refusent de combattre ; les corps sont abandonnés sur place ou jetés dans le fleuve.

## Les offensives allemandes de dégagement

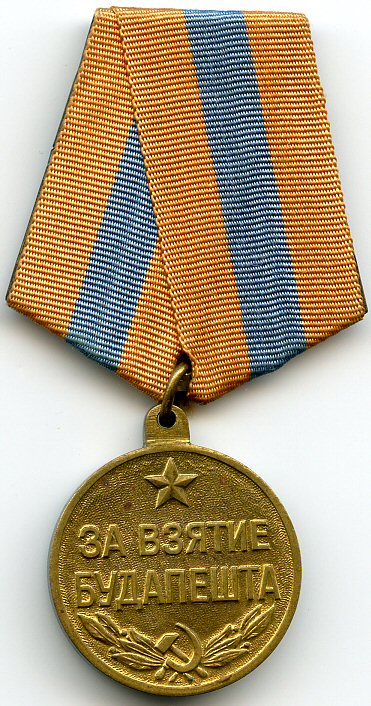
362 050 soldats soviétiques reçurent cette médaille (Pour la Capture de Budapest) établie le 9 juin 1945 guerre mondiale par décret du Præsidium du Soviet suprême.

L'offensive soviéto-roumaine débute dans les quartiers est, avançant à travers Pest, profitant des larges avenues centrales pour accélérer la progression. Les défenseurs allemands et hongrois, écrasés, essayent de gagner du temps. Finalement ils se retirent pour raccourcir leurs lignes, en espérant tirer profit de la nature accidentée de Buda.
Après l'offensive des Ardennes, le haut-commandement allemand procède à un dernier renversement des priorités, redéployant ainsi ses troupes face aux Soviétiques. Dans le cadre de ce changement stratégique, les unités demandées par Guderian depuis l'automne sont déployées en Hongrie,. Les Allemands décident d'organiser plusieurs offensives pour débloquer Budapest et sécuriser les puits de pétrole hongrois, dernière source d'approvisionnement du Reich en hydrocarbures. Au mois de janvier 1945, les Allemands lancent trois offensives successives, sous le nom d'opération Konrad. Les opérations Konrad I, II et III constituent des tentatives germano-hongroises pour libérer la garnison encerclée de Budapest.

### Les opérationsKonrad IetKonrad II
Le 1er janvier, l'opération Konrad I est lancée. La 3e Panzerdivision SS Totenkopf allemand attaque de Tata à travers le terrain accidenté du nord de Budapest pour briser le siège soviétique. Simultanément, des forces Waffen-SS frappent à l'ouest de Budapest tentant d'obtenir un avantage tactique. Le 3 janvier, le commandement soviétique envoie quatre divisions de plus pour contenir la menace. Cette action soviétique bloque l'offensive près de Bicske, à moins de 20 kilomètres au nord de Budapest. Le 12 janvier, les Allemands sont forcés de reculer.
Le 7 janvier, les Allemands lancent l'opération Konrad II. La 3e Panzerdivision SS Totenkopf allemand attaque depuis Esztergom vers l'aéroport de Budapest. Elle essaie de capturer celui-ci pour améliorer le ravitaillement aérien de la cité. L'offensive est arrêtée à proximité de l'aéroport.

### L'opérationKonrad III
Après l'échec de ces deux tentatives, les Allemands ne s'avouent pas encore vaincus. À partir du 11 janvier, dans le plus grand secret, le IV.SS.Panzer Korps du général Gille est envoyé un peu plus au sud pour lancer une dernière offensive pour sauver la garnison de Budapest, Konrad III. A priori, l'Axe a regroupé un ensemble de troupes impressionnant pour lancer son offensive, il regroupe ainsi 3 corps d'armée :
- le IV SS Panzer Korps avec deux divisions SS : la Wiking et la Totenkopf ;
- le III. Panzerkorps avec 3 divisions blindées : les 1, 23 et 3 ;
- le I. Kavallerie-Korps avec une brigade de cavalerie et deux divisions d'infanterie.

Cet ensemble est renforcé avant l'offensive par deux Schwere Panzer-Abteilung (littéralement bataillon de chars lourds), composés de Tiger II, de plusieurs unités d'artillerie et des divisions hongroises du 8e Corps d'armée hongrois. Mais cette liste ne doit pas cacher la force réelle des unités engagées dans cette opération : au total, pour Konrad III, les forces allemandes alignent 6 000 fantassins et 300 blindés, soit deux fois moins que les Soviétiques.
L'offensive est lancée le 18 janvier, au matin, par une aube froide et brumeuse. Contre toute attente, les assaillants ouvrent rapidement une brèche à travers les champs de mines, les combats sont âpres, notamment autour de la ville de Székesfehérvár. Le lendemain l'offensive se poursuit. Le premier moment de surprise passé, les Soviétiques se ressaisissent et préparent des contre-attaques. Mais le 20, leur contre-attaque blindée échoue et les forces de l'Axe continuent de progresser vers le Danube, qui est atteint ce même jour par la 3e Panzerdivision, semant la panique dans les arrières soviétiques. Le 22, Szekesfehérvar finit par tomber, mais la garnison réussit à s'échapper. Cependant ces succès ne peuvent masquer l'état déplorable des unités allemandes, déjà en sous-effectif avant le début de l'offensive. Le 22, elles ne comptent plus que 123 blindés pour toutes les unités engagées, dont 27 pour les deux divisions SS, sans compter les chars Tigre. Néanmoins les Allemands reçoivent le renfort d'une petite Abteilung de 36 chars Panther qui vient renforcer les SS et leur permet de poursuivre leur offensive vers Budapest. Mais les Soviétiques ont rassemblé des réserves et contre-attaquent avec 2 corps mécanisés de la Garde et un corps blindé composé de chars soviétiques T-34/76.
Les troupes allemandes sont à bout de souffle, mais le 24 les SS parviennent à repousser les assauts soviétiques. Même incomplètes, les unités allemandes gardent une impressionnante efficacité guerrière qui leur permet de continuer à avancer. La division SS Wiking s'empare de deux têtes de pont sur la rivière Vali, mais ne peut les exploiter immédiatement, faute de réserves. Les Allemands ne sont plus qu'à 30 km de Budapest et de sa garnison encerclée. Le 25, la Totenkopf et la 1re Panzerdivision percent les lignes soviétiques à Petend, mais doivent reculer dès le 26, car les positions conquises sont la cible de contre-attaques puissantes.

## Chute de la ville
Les Allemands sont à bout de force et le 27, les Soviétiques lancent une offensive qui force les Allemands à abandonner les positions conquises durant Konrad III. La garnison de Budapest, qui ne tient plus que Buda, sans plus aucun espoir de secours, se rend le 13 février. L'Axe perd ainsi près de 190 000 soldats aguerris : 138 000 partent en captivité, 50 000 ont été tués dans les combats à l'extérieur et l'intérieur de la ville assiégée. Seuls 750 survivants arrivent à s'échapper de la ville.
Quelques jours après avoir pris la ville, les soviétiques décrètent un moratoire de trois jours durant lesquels la loi ne s'applique plus, et ce afin que les gens  affamés puissent prendre ce qu'ils veulent dans les magasins et les entrepôts. L'armée rouge se lance quant à elle à la recherche de bijoux et autres richesses. Le pillage continue ensuite plusieurs jours.
Dans les jours et les semaines qui suivent la prise de la ville, des civils sont capturés par les soldats soviétiques, qui leur annoncent avoir besoin d'eux pour faire du malenkirobot (du « petit travail »). Il s'agit en fait de les emmener vers l'Union soviétique, où ils sont mis au travail forcé afin de reconstruire le pays.